# Osmo Pekonen

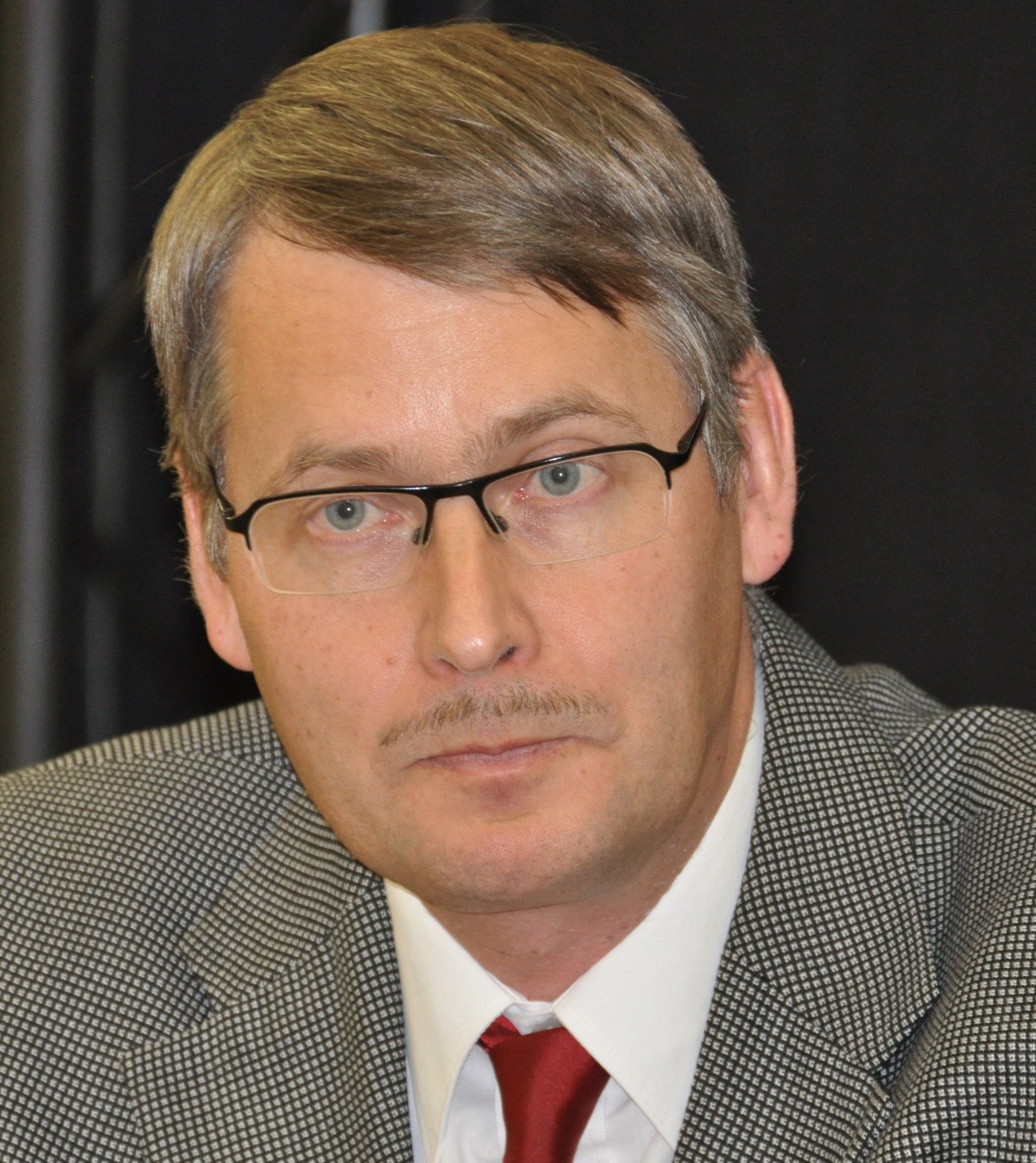
Osmo Pekonen (2012)

Osmo Esko Tapio Pekonen (* 2. April 1960 in Mikkeli; † 12. Oktober 2022 in Uzès, Frankreich) war ein finnischer Mathematiker, Historiker und Schriftsteller.

## Leben
Pekonen war Dozent der Mathematik an der Universität Helsinki und an der Universität Jyväskylä, Dozent der Wissenschaftsgeschichte an der Universität Oulu und Dozent der Zivilisationsgeschichte an der Universität Lappland. Er war Redakteur der Buchbesprechungenspalte der Springer-Zeitschrift The Mathematical Intelligencer.
Pekonen studierte in Frankreich. Er erhielt im Jahre 2012 den französischen Geschichtspreis Prix Gustave Chaix d’Est-Ange der Académie des sciences morales et politiques und war Träger des französischen Ordens Palmes académiques. Er starb unerwartet auf einer morgendlichen Radtour.

## Werke

### Abhandlungen
- Contributions to and a survey on moduli spaces of differential geometric structures with applications in physics, Doktorarbeit (PhD), Universität Jyväskylä, 1988
- La rencontre des religions autour du voyage de l’abbé Réginald Outhier en Suède en 1736–1737, Doktorarbeit (D.Soc.Sci.), Universität Lappland, 2010

### Wissenschaftliche Bücher
- Topological and Geometrical Methods in Field Theory, Osmo Pekonen & Jouko Mickelsson (Hrsg.), Singapore: World Scientific, 1992
- Symbolien metsässä: Matemaattisia esseitä, Osmo Pekonen (Hrsg.), Helsinki: Art House, 1992
- Ranskan tiede: Kuuluisia kouluja ja instituutioita, Helsinki: Art House, 1995
- Marian maa. Lasse Heikkilän elämä 1925–1961, Helsinki: SKS, 2002
- Sosiaalinen pääoma ja tieto- ja viestintätekniikan kehitys, mit Lea Pulkkinen, Helsinki: Finnisches Parlament, Zukunftsausschuss, 2002
- Suomalaisen modernin lyriikan synty. Juhlakirja 75-vuotiaalle Lassi Nummelle, Osmo Pekonen (Hrsg.), Kuopio: Snellman-instituutti, 2005
- Porrassalmi. Etelä-Savon kulttuurin vuosikirja (zehn Bände, I–X), Jorma Julkunen, Jutta Julkunen & Osmo Pekonen et alia (Hrsg.) Mikkeli: Savon Sotilasperinneyhdistys Porrassalmi ry, 2008–2017
- Lapin tuhat tarinaa. Anto Leikolan juhlakirja, Osmo Pekonen & Johan Stén (Hrsg.), Ranua: Mäntykustannus, 2012
- Salaperäinen Venus, Ranua: Mäntykustannus, 2012
- Maupertuis en Laponie, mit Anouchka Vasak, Paris: Hermann, 2014
- Maan muoto, mit Marja Itkonen-Kaila, Tornio: Väylä, 2019
- Markkasen galaksit. Tapio Markkanen in memoriam, Osmo Pekonen & Johan Stén (Hrsg.), Helsinki: Ursa, 2019
- Valon aika, mit Johan Stén, Helsinki: Art House, 2019
- Pohjan Tornio. Matkamiesten ääniä vuosisatain varrelta 1519–1919, Rovaniemi: Väylä, 2022

### Essaysammlungen
- Danse macabre: Eurooppalaisen matkakirja, Jyväskylä: Atena, 1994
- Tuhat vuotta, Helsinki: WSOY, 1998
- Minä ja Dolly: Kolumneja, esseitä, runoja, Jyväskylä: Atena, 1999
- Oodi ilolle: Matkoja, maita, kaupunkeja, Turku: Enostone, 2010
- Joka paikan akateemikko, Turku: Enostone, 2012

### Herausgegebene Essaysammlungen
- Elämän puu, Helsinki: WSOY, 1997
- Elämän värit, Jyväskylä: Kopijyvä, 2003
- Elämän vuodenajat, Jyväskylä: Minerva, 2005

### Herausgegebene Gedichtsammlungen
- Lasse Heikkilä: Balladi Ihantalasta. Runoja kesästä 1944, Osmo Pekonen (Hrsg.), Helsinki & Jyväskylä: Kopijyvä/Minerva, 1999, 2007, 2016
- Charles Péguy: Chartres’n tie: Charles Péguy’n runoja, Übersetzungen von Anna-Maija Raittila et alia, Osmo Pekonen (Hrsg.), Jyväskylä: Minerva, 2003

### Tagebücher
- Saint-Malosta Sääksmäelle. Päiväkirjastani 2014–2015, Tampere: Enostone, 2015
- Minäkin Arkadiassa. Päiväkirjastani 2016–2017. Tampere: Enostone, 2017
- Unikukkia, ulpukoita. Päiväkirjastani 2018–2019. Rovaniemi: Väylä, 2019

### Prosaübersetzungen
- Philippe Quéau: Lumetodellisuus (Le virtuel: Vertus et vertiges, 1993), Helsinki: Art House, 1995
- Alexei Sossinsky: Solmut: Erään matemaattisen teorian synty (Nœuds: Genèse d’une théorie mathématique, 1999), Helsinki: Art House, 2002
- Bo Lindberg: Latina ja Eurooppa (Europa och latinet, 1993), Jyväskylä: Atena, 1997 (zweite Auflage 2009)
- Peter Kravanja: Visconti, Proustin lukija (Visconti, lecteur de Proust, 2004), Jyväskylä & Helsinki: Minerva, 2006
- Mary Terrall: Maupertuis, maapallon muodon mittaaja (The Man Who Flattened the Earth. Maupertuis and the Sciences in the Enlightenment, 2002), Tornio: Väylä, 2015
- Émilie du Châtelet: Tutkielma onnesta (Discours sur le bonheur), Kuopio: Hai, 2016
- Pierre Louis Moreau de Maupertuis: Fyysinen Venus (Vénus physique, 1745), Helsinki: Art House, 2017
- Roger Picard: Salonkien aika (Les salons littéraires et la société française 1610–1789, New York 1943), übersetzt zusammen mit Juhani Sarkava, Helsinki: Art House, 2018
- Francis Godwin: Lento Kuuhun (The Man in the Moone, London 1686), Helsinki: Basam Books, 2021

### Gedichtübersetzungen
- Beowulf, übersetzt und kommentiert zusammen mit Clive Tolley, Helsinki: WSOY, 1999. Zweite Auflage: WSOY 2007
- Widsith: Anglosaksinen muinaisruno, übersetzt und kommentiert zusammen mit Clive Tolley, Jyväskylä: Minerva, 2004
- Waldere: Anglosaksinen muinaisruno, übersetzt und kommentiert zusammen mit Jonathan Himes & Clive Tolley, Jyväskylä: Minerva, 2005
- Gustav Philip Creutz: Atis ja Camilla (Atis och Camilla, 1761), Turku: Faros, 2019

### Bücher mit einem Vorwort von Osmo Pekonen
- Ivar Ekeland: Paras mahdollisista maailmoista (Le meilleur des mondes possibles, 2000), übersetzt von Susanna Maaranen, Art House, Helsinki 2004.
- Réginald Outhier: Matka Pohjan perille (Journal d’un voyage au Nord, 1744), übersetzt von Marja Itkonen-Kaila, Rovaniemi: Väylä, 2011.
- Jean-François Regnard: Retki Lappiin (Voyage de Laponie, 1731), übersetzt von Marja Itkonen-Kaila, Rovaniemi: Väylä, 2012.
- Lassi Nummi: Le jardin de la vie, übersetzt von Yves Avril, Orléans: Paradigme, 2015.
- Auli Särkiö: Sarmatie (Sarmatia, 2011), übersetzt von Yves Avril, Mont de Laval: Grand Tétras, 2015.
- Eino Leino: „Doch ein Lied steht über allen...“, übersetzt von Manfred Stern, Hamburg: Verlag Dr. Kovač, 2017.
- Voltaire: Mikromegas. Filosofinen kertomus (Micromégas: histoire philosophique, 1752), übersetzt von Marja Haapio, Helsinki: Basam Books, 2019.